# Conservapedia
Treść tego artykułu od 2011-12 może nie być zgodna z zasadami neutralnego punktu widzenia.
 Po wyeliminowaniu niedoskonałości należy usunąć szablon {{Dopracować}} z tego artykułu.
Conservapedia – internetowa encyklopedia typu wiki, projekt alternatywny w stosunku do Wikipedii, z hasłami proamerykańskimi, prokapitalistycznymi, pseudonaukowymi, pro-chrześcijańskimi (Conservapedia promuje ewangelicyzm) i konserwatywnymi. Twórcy Conservapedii zarzucają twórcom Wikipedii stronniczość, która ich zdaniem polega na liberalnym, anglofilskim, antyamerykańskim i antykapitalistycznym podejściu. Projekt został stworzony w listopadzie 2006 w USA przez Andrew Schlafly, syna konserwatywnej aktywistki Phyllis Schlafly, twórczyni Forum Orła. Conservapedia jest tworzona przez encyklopedystów-wolontariuszy – każdy może ją edytować.
W 2007 roku w kontrze do Conservapedii została utworzona RationalWiki.

## Conservapedia a kwestie światopoglądowe
Jako przykłady stronniczego przedstawiania treści w Wikipedii twórcy i zwolennicy Conservapedii wymieniają między innymi zbyt pochlebne, ich zdaniem, artykuły na temat takich postaci jak Fidel Castro czy Bertrand Russell. Wikipedii zarzucają także zbyt liberalne podejście do kwestii aborcji czy homoseksualizmu. Z drugiej strony artykuły zamieszczone w Conservapedii umniejszają znaczenie poglądów niezgodnych ze światopoglądem konserwatywnym, np. w kwestii ewolucji człowieka. Traktują one także dosłownie biblijny opis Świata, m.in. omawiając Potop jako wydarzenie geologiczne o zasięgu globalnym oraz przedstawiając wiek Ziemi oszacowany przez biskupa Jamesa Usshera jako jeden z głównych współczesnych poglądów na ten temat.